# Cape Coast
Cape Coast (tidl. portugisisk navn Cabo Corso) er en by i Ghana, ved Guineabugten med 169.894 indbyggere. Den er hovedstad for regionen Central. Byen ligger ca. 165 km vest for Accra.

## Historie
Byen blev oprindelig grundlagt af portugiserne i begyndelsen af 1600-tallet som en handelsstation. Det blev først bygget et handelsfort og byen voksede frem omkring fortet. Portugiserne handlede oprindelig med Ashanti og andre folkegrupper om guld, landbrugsvarer og lignende. Senere udviklede Cape Coast sig til en af de centrale handelsstationer for slavehandel. Senere blev byen overtaget af nederlænderne, som udbyggede fortet til et slot i 1637. Slottet blev yderligere udbygget af svenskerne i 1652 og erobret af briterne i 1664. Danmark-Norge kontrollerede også Cape Coast en periode. Briterne brugte Cape Coast som sit hovedsæde for sine Guldkystoperationer, før de i 1877 gjorde Accra til hovedstad for kolonien Guldkysten. Carolusborg/Cape Coast Castle er stadig bevaret i byen og står nu på UNESCOs liste over verdensarven. Et andet fort fra 1820, Fort William, ligger på en bakke over byen.

## Eksterne kilder og henvisninger
1. ↑  "2010 Population and Housing Census" (PDF). Ghana Statistical Service. Arkiveret fra originalen (PDF) 25. september 2013.

- Wikimedia Commons har flere filer relateret til Cape Coast
- Universitetet i Cape Coast
- Rejseguide for Cape Coast Arkiveret 27. september 2007 hos  Wayback Machine